# Serenoa repens
Serenoa es un género monotípico con una única especie: Serenoa repens, perteneciente a la familia de las palmeras (Arecaceae). Es originario del norte de México y sudeste de los Estados Unidos.

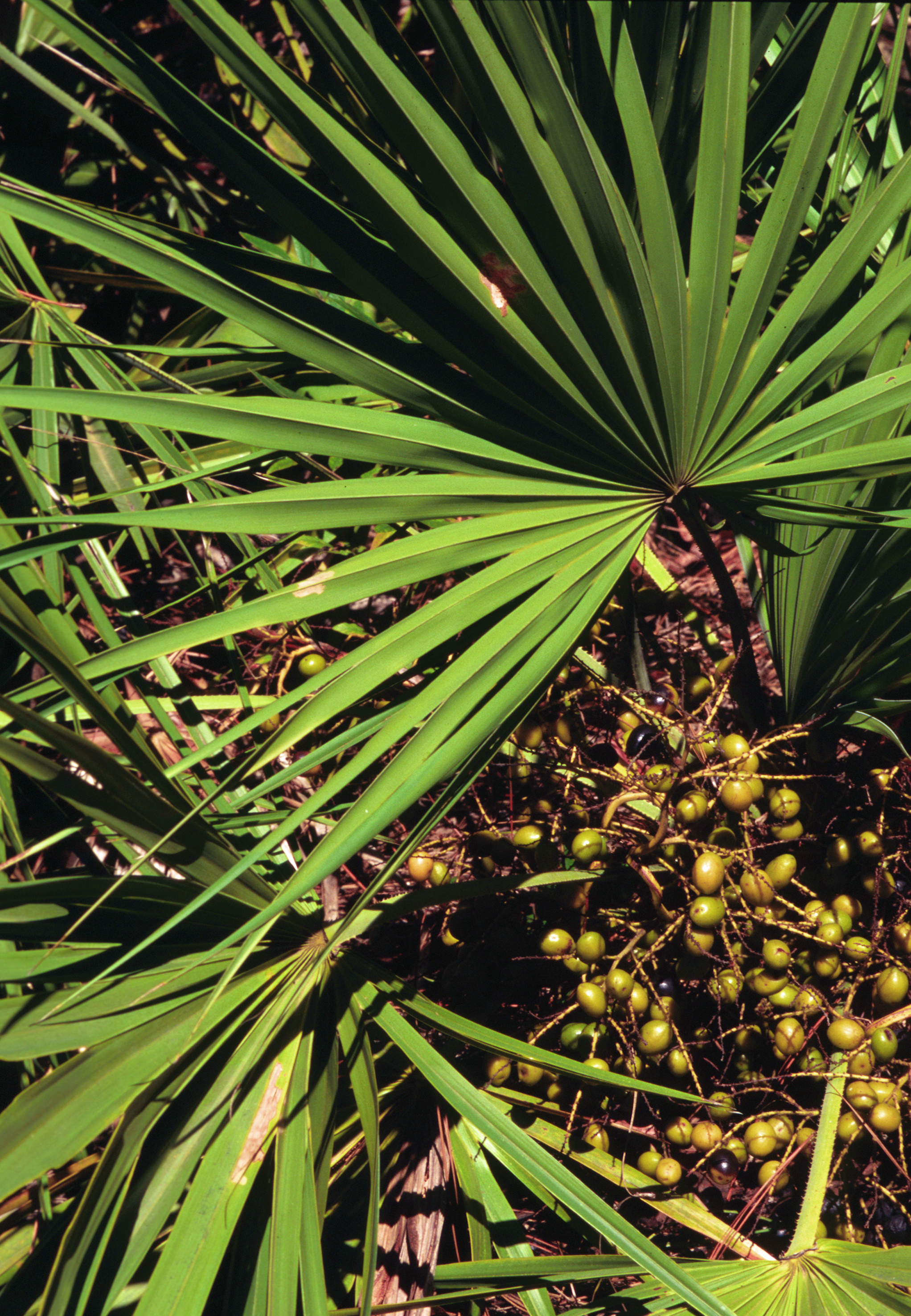

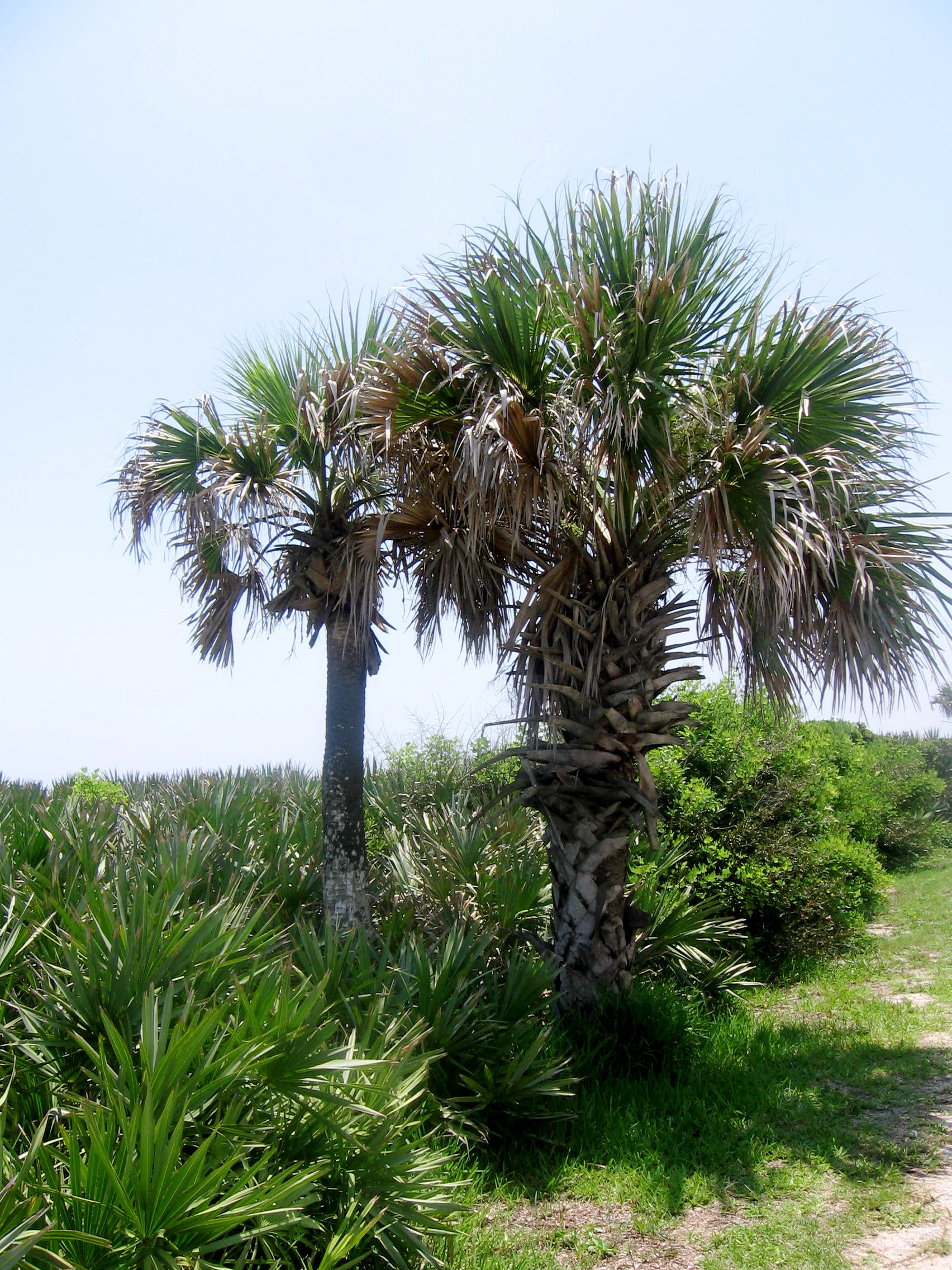
Vista de la planta

## Distribución y hábitat
Es una planta originaria de zonas arenosas de la costa atlántica del sur de Estados Unidos (desde Florida hasta Luisiana y Carolina del Sur) y de México. Se ha aclimatado también en el sur de California.

## Ecología
Tiene una resistencia muy sobresaliente a condiciones climáticas extremas: ciclones, salpicaduras de olas, sequía, calores caniculares, heladas e incluso son capaces de sobrevivir a incendios forestales.  Aunque puede vivir en diferentes tipos de tierras, en la mayoría de los casos son suelos arenosos o calcáreos. El clima del sureste de Estados Unidos es subtropical húmedo con veranos largos y cálidos e inviernos cortos y suaves. Pero pueden presentarse olas de frío procedentes del norte y provocar heladas que la palmera resiste.

## Descripción
Es una planta que puede alcanzar los 3 m de altura. Las hojas pueden medir hasta 1,5 m de longitud, y se disponen en forma de corona. Son de color verde brillante, en forma de abanico, acabando en una espina; tienen un reborde circular y están divididas en 15-30 lóbulos. La flor se dispone en espadaña. El fruto, comestible, desprende un olor similar al queso y tiene un sabor dulzón algo desagradable; es una drupa ovoide-oblonga irregular de color negro o marrón rojizo de 2 cm de longitud que contiene una semilla dura-ovoide, lisa y de color marrón.

## Farmacología
Los frutos de Serenoa repens tienen acción antiandrogénica y antiestrogénica.

## Usos
Serenoa repens se utiliza con frecuencia en el tratamiento de la hiperplasia benigna de próstata (HBP), en pacientes que presentan síntomas leves a moderados. En los cuadros moderados a severos parecen ser más eficaces los tratamientos con fármacos o cirugía.
Además, algunos estudios demuestran la eficacia de esta planta contra la alopecia androgénica ya que inhibe la dihidrotestosterona (DHT). 
No obstante, a pesar de los beneficios que presenta el extracto de Serenoa repens, su composición en cuanto a sustancias activas varía de un extracto a otro, debido a las distintas técnicas y estrategias extractivas empleadas en su elaboración, incluso si deriva de la misma planta. Esto hace que los efectos de un preparado no se pueden extrapolar a otras preparaciones de la misma planta.

## Taxonomía
Serenoa repens fue descrita por (Bartram) Small y publicado en Journal of the New York Botanical Garden 27(321): 197. 1926.

##### Etimología
- Serenoa: nombre genérico que  fue nombrado en honor del botánico estadounidense, Sereno Watson (1826-1892).[7]
- repens: epíteto latino que significa "rastrera".[8]

##### Sinonimia
Los siguientes nombres se consideran sinónimos de Serenoa repens:
- Corypha repens W.Bartram (1791)
- Corypha obliqua W.Bartram (1791)
- Chamaerops serrulata Michx. (1803)
- Sabal serrulata (Michx.) Schult.f. (1830)
- Brahea serrulata (Michx.) H.Wendl. in O.C.E.de Kerchove de Denterghem (1878)
- Diglossophyllum serrulatum (Michx.) H.Wendl. ex Salomón (1887)
- Serenoa serrulata (Michx.) Hook.f. ex B.D.Jacks. (1895)
- Serenoa repens f. glauca Moldenke (1967)